# قلعه تل سفید
قلعه تل سفید مربوط به دوره ساسانیان است و در شهرستان بیضا، دهستان بیضا مرکزی، در روستای بوزنجان علیا مجاور یک مرغداری واقع شده و این اثر در تاریخ ۳۰ بهمن ۱۳۸۶ با شمارهٔ ثبت ۲۰۹۵۷ به‌عنوان یکی از آثار ملی ایران به ثبت رسیده است.